# Нигер на Светском првенству у атлетици у дворани 2022.
Нигер је учествовао на 18. Светском првенству у атлетици у дворани 2022. одржаном у Београду од 18. до 20. марта. Репрезентацију Нигера на њеном четвртом учешћу на светским првенствима у дворани, представљао је 1 атлетичар, који се такмичио у трци на 60 м препоне.,
На овом првенству представник Нигер није освојио ниједну медаљу али је оборио лични рекорд.

## Учесници
Мушкарци:
- Бадамаси Сагуироу — 60 м препоне

## Резултати

### Мушкарци
| Атлетичар         | Дисциплина   | Лични рекорд | Квалификација | Квалификација | Полуфинале           | Полуфинале           | Финале               | Финале       | Детаљи |
| Атлетичар         | Дисциплина   | Лични рекорд | Резултат      | Место         | Резултат             | Место                | Резултат             | Место        | Детаљи |
| ----------------- | ------------ | ------------ | ------------- | ------------- | -------------------- | -------------------- | -------------------- | ------------ | ------ |
| Бадамаси Сагуироу | 60 м препоне |              | 7,82 НР, ЛР   | 7. у гр. 1    | Није се квалификовао | Није се квалификовао | Није се квалификовао | 36 / 44 (46) |        |